# Berlancourt, Oise
Berlancourt là một xã thuộc tỉnh Oise trong vùng Hauts-de-France phía bắc Pháp. Xã này nằm ở khu vực có độ cao trung bình 89 mét trên mực nước biển.